# Jaguar F-Pace
Jaguar F-Pace – samochód osobowy typu SUV klasy średniej produkowany pod brytyjską marką Jaguar w latach 2016–2025.

## Historia i opis modelu

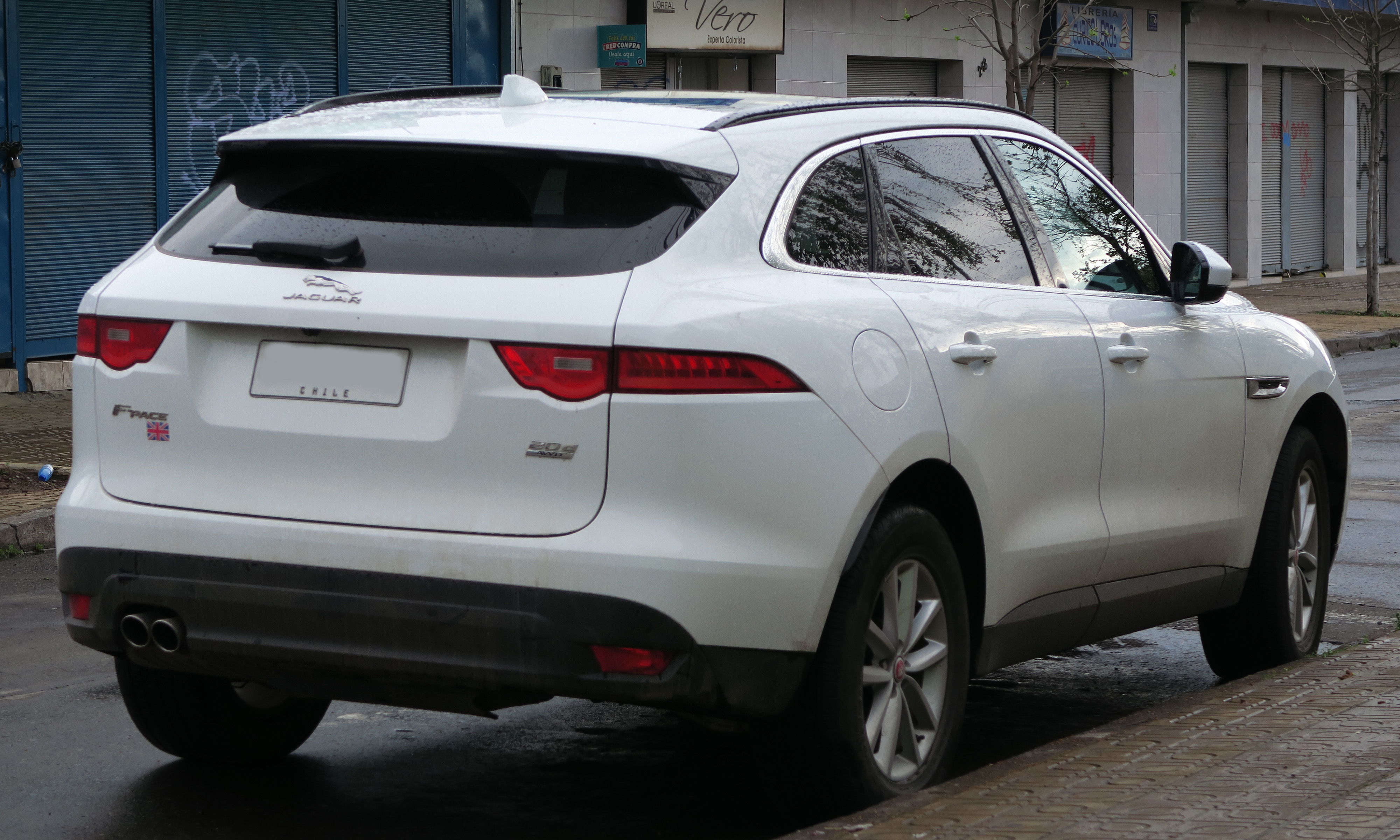
Jaguar F-Pace - tył

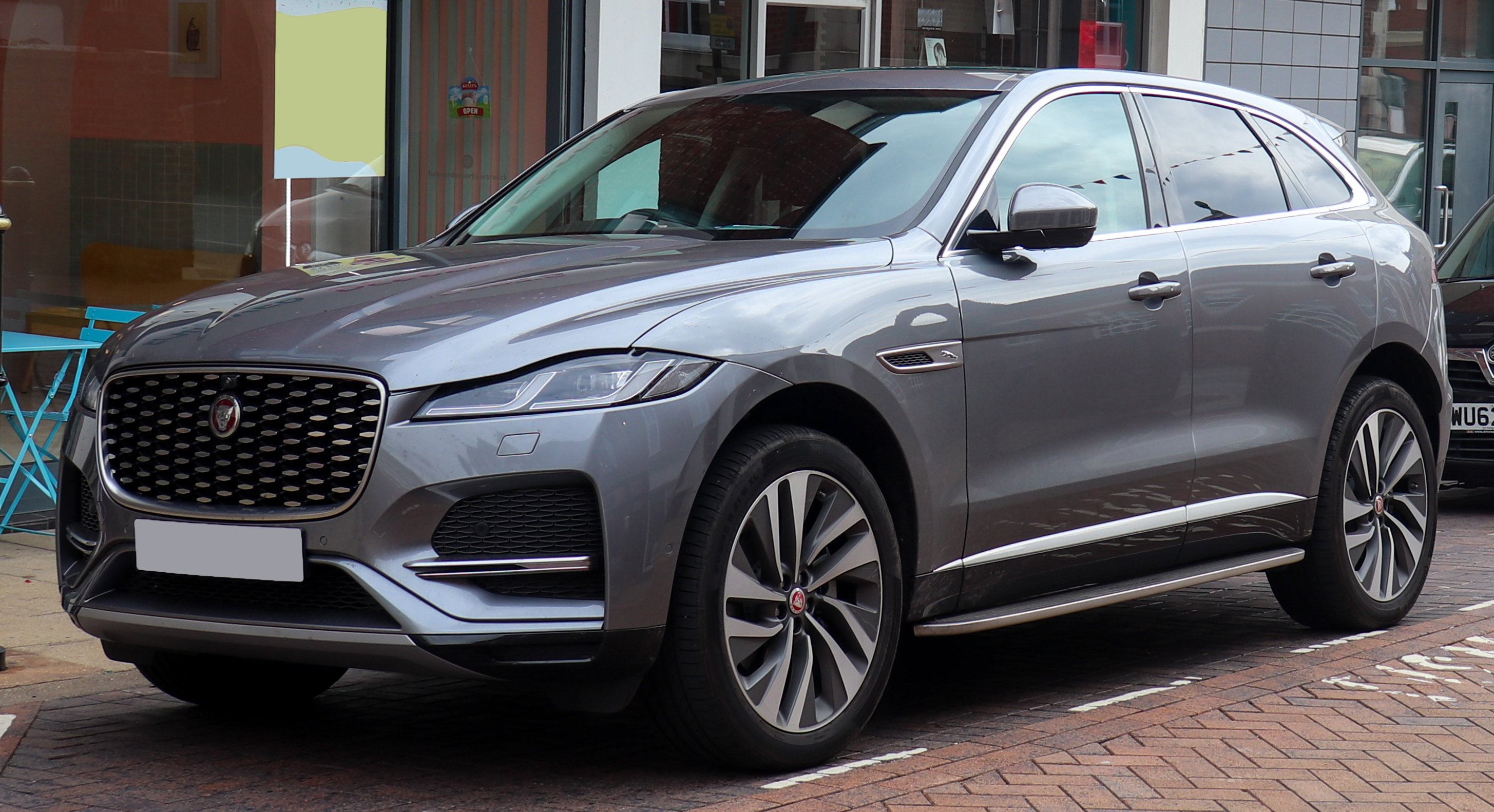
Jaguar F-Pace po liftingu

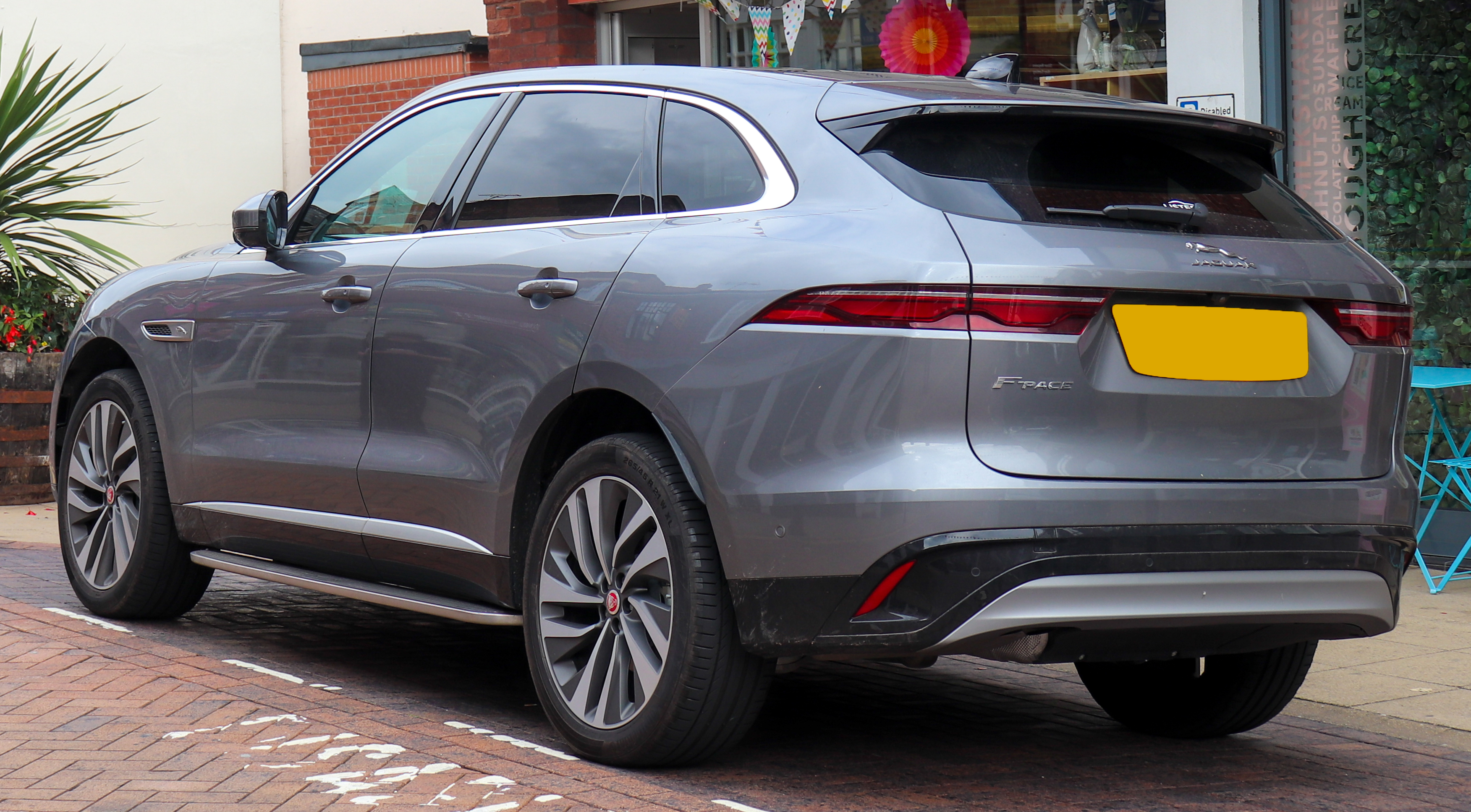
Jaguar F-Pace - tył po liftingu

Historia powstania pierwszego w historii marki SUVa sięga roku 2013, kiedy to podczas targów motoryzacyjnych we Frankfurcie zaprezentowano prototypowy model C-X17. Prezentacja produkcyjnej wersji pojazdu miała miejsce dwa lata później podczas tych samych targów motoryzacyjnych. Stylistyka pojazdu nawiązuje do innych obecnie produkowanych modeli marki, m.in. XE, XF i XJ. Tylna część pojazdu zapożyczona została zaś z modelu F-Type. Charakterystycznym elementem pojazdu jest duża atrapa chłodnicy. Ponad 80% elementów pojazdu wykonanych zostało z aluminium.

### Wersje wyposażeniowe
- Pure
- Prestige
- Portfolio
- R-Sport
- S
- SVR
- First Edition - edycja limitowana[1]

W zależności od wybranej wersji wyposażeniowej, pojazd wyposażyć można m.in. w system ABS i ESP, elektryczne sterowanie szyb, elektryczne sterowanie lusterek, 8 lub 10,2-calowy ekran systemu multimedialnego, klimatyzację automatyczną, 17-głośnikowy system audio Meridana wyposażony w dysk twardy o pojemności 60 GB, wyświetlacz HUD, bezkluczykowy system Jaguar Active Key, system monitorujący martwe pole, system rozpoznający znaki drogowe, asystenta wyjazdu z miejsca postojowego, a także 18 lub 22-calowe alufelgi oraz wykonane w pełni z diod LED reflektory, a także dach panoramiczny.

### Silniki
| Silnik                | Pojemność skokowa [cm³] | Typ silnika        | Moc maksymalna [KM] przy obr./min | Maks. moment obrotowy [Nm] przy obr./min | Przyspieszenie 0-100 km/h [s] | Prędkość maks. [km/h] |                    |                    |                    |
| Silniki benzynowe:    | Silniki benzynowe:      | Silniki benzynowe: | Silniki benzynowe:                | Silniki benzynowe:                       | Silniki benzynowe:            | Silniki benzynowe:    | Silniki benzynowe: | Silniki benzynowe: | Silniki benzynowe: |
| --------------------- | ----------------------- | ------------------ | --------------------------------- | ---------------------------------------- | ----------------------------- | --------------------- | ------------------ | ------------------ | ------------------ |
| 2.0 Turbo             | 1998                    | R4                 | 250 (184)/5500                    | 365/1200-4500                            | 6,8                           | 217                   |                    |                    |                    |
| 2.0 Turbo             | 1998                    | R4                 | 300 (221)/6500                    | 400/1500-4500                            | 6,0                           | 233                   |                    |                    |                    |
| 3.0 Supercharged      | 2995                    | V6                 | 340 (250)/6500                    | 450/4500                                 | 5,8                           | 250                   |                    |                    |                    |
| 3.0 Supercharged      | 2995                    | V6                 | 380 (280)/6500                    | 450/4500                                 | 5,5                           | 250                   |                    |                    |                    |
| 5.0 Supercharged      | 5000                    | V8                 | 550 (405)/6500                    | 680/1200-4500                            | 4,3                           | 283                   |                    |                    |                    |
| Silniki wysokoprężne: |                         |                    |                                   |                                          |                               |                       |                    |                    |                    |
| 2.0 Turbo             | 1999                    | R4                 | 163 (120)/4000                    | 380/1750-2500                            | 10,2                          | 195                   |                    |                    |                    |
| 2.0 Turbo             | 1999                    | R4                 | 180 (130)/4000                    | 430/1750-2500                            | 8,5                           | 210                   |                    |                    |                    |
| 2.0 Turbo             | 1999                    | R4                 | 240 (180)/4000                    | 500/1500                                 | 7,2                           | 217                   |                    |                    |                    |
| 3.0 Turbo             | 2993                    | V6                 | 300 (220)/4000                    | 700/2000                                 | 6,2                           | 241                   |                    |                    |                    |